# Robinsonia valerana
Robinsonia valerana är en fjärilsart som beskrevs av William Schaus 1933. Robinsonia valerana ingår i släktet Robinsonia och familjen björnspinnare. Inga underarter finns listade.